# Gardsjönäs
Gardsjönäs är en liten by i Storumans kommun i Västerbottens län, belägen mellan Storuman och Tärnaby, 500 m ö.h. Byn har 9 invånare och gränsar till Vindelfjällens naturreservat. Den ligger vid Gardsjöns nordvästra sida, ca 9 km väg norr om E12.

## Historia
Lappmännen Thomas Olofsson och Lars Larsson i Umbyn hade ansökt om att få inrätta ett kronobygge på deras lappskatteland Gardejaur. Syn hölls den 16 augusti 1816. Bostad utsågs på ett näs kallat Gardsjöliden vid Gardsjön 6 mil från Stensele. 1,5 tunnland åkerjord fanns vid bostaden samt 3 till tunnland i Witsjöliden knappt fyra km österut från gården. Ängarna beräknades kunna ge en avkastning av nästan 48 skrindor. Införsel av området hade skett den 13 mars 1816, och man lämnades 15 frihetsår (den tid en bosättning är friad från skatt ). Den 13 okt. 1831 lämnades ytterligare 10 år.
1842 skedde en skattläggning. "Husbehovsfiske någorlunda men föga någonsin fås här någon duglig säd".